# Signoretia palustris
Signoretia palustris är en insektsart som beskrevs av Rauno E. Linnavuori 1978. Signoretia palustris ingår i släktet Signoretia och familjen dvärgstritar. Inga underarter finns listade i Catalogue of Life.